# Barronopsis texana
Barronopsis texana är en spindelart som först beskrevs av Willis J. Gertsch 1934.  Barronopsis texana ingår i släktet Barronopsis och familjen trattspindlar. Inga underarter finns listade.